# شولحان عاروخ
شولحان عاروخ یا شولحان اروخ (عبری: שולחן ערוך به معنی «سفرهٔ چیده») خلاصه‌ای از کتاب بیت یوسف نوشته ربّی یوسف قارو محقق اهل صفد است.
یوسف قارو در تدوین شولحان عاروخ از منابعی چون الفاسی، ابن‌میمون و آشری بهره برده‌است. در شولحان عاروخ، ساختار نوشتاری کتاب اربعه طوریم نوشته ربّی یعقوب بن آشیر رعایت گردیده‌است؛ کتاب اول به قوانین نماز، کنیسه، سبت و روزهای مقدّس می‌پردازد؛ کتاب دوم به قوانین شرعی مربوط به دعا و تغییر مذهب می‌پردازد؛ کتاب سوم مشتمل بر شرایع اجتماعی یهودیان در ازدواج، طلاق و وظایف همسران است؛ آخرین بخش شولحان عاروخ به قوانین معاملات و خرید و فروش می‌پردازد. ربی موسی ایسرلس، حواشی مربوط به تفاوت روش‌ها و سنن مقبول یهودیان اشکنازی را به شولحان عاروخ ضمیمه کرد، که مپای نامیده شد. کتاب شولحان عاروخ مورد انتقاد ربی سلیمان لوریه قرار گرفت، وی اصرار می‌ورزید که کتاب او به تلمود نزدیک‌تر و معتبرتر است. در سال ۱۸۶۳، قیصور شولحان عاروخ نوشته شد که به معنی خلاصه آن است. ربی ابراهیم گوبینر شرحی بر این کتاب نوشت که به مغن ابراهیم معروف شد. چکیده‌های کامل یک یا چند ردیف از چهار ردیف شولحان عاروخ نیز تدوین شدند، که اینها نیز حاوی بسط و تحوّل مدام قوانین‌اند. شولحان عاروخ و آثار مبتنی بر آن، امروزه به اکثر زبان‌های جهان از جمله انگلیسی و فرانسوی ترجمه شده‌اند.